# Blåpannad solfågel
Blåpannad solfågel (Anthreptes simplex) är en fågel i familjen solfåglar inom ordningen tättingar.

## Utseende
Blåpannad solfågel är en 12 cm lång solfågel med huvudsakligen grågrön fjäderdräkt. Båda könen är matt olivgrön på hjässa, nacke och ovansida, olivgrå i undertill, mot mitten av buken och undre stjärttäckarna mer gulgrön. Hanen har också metalliskt blå- eller grönglänsande panna. Ögat är rödbrunt, näbben svart och benen bruna och grönaktiga. Bland lätena hörs metalliska tjippande ljud och drillar samt ljusa "seep".

## Utbredning och systematik
Fågeln förekommer från södra Myanmar till Malaysia, Sumatra, Borneo, ön Nias och norra Natunaöarna. Den behandlas som monotypisk, det vill säga att den inte delas in i några underarter.

## Status och hot
Arten har ett stort utbredningsområde, men tros minska i antal till följd av habitatförstörelse, dock inte tillräckligt kraftigt för att den ska betraktas som hotad. Internationella naturvårdsunionen IUCN listar därför arten som livskraftig (LC). Världspopulationen har inte uppskattats, men den beskrivs som lokalt vanlig på Borneo och Sumatra, men ovanlig i Thailand och mycket sällsynt i Burma.